# Cara (ciudad)
La Ciudad romana de Cara (siglo I a. C. a IV d. C.) es un yacimiento arqueológico romano ubicado en el término municipal de Santacara, al suroeste de la provincia de Navarra (España), a unos 60 kilómetros de Pamplona.
Fue declarado bien de interés cultural (BIC) el miércoles 26 de diciembre de 1994 por el Gobierno de Navarra.

Las excavaciones arqueológicas se realizaron durante siete campañas, comprendidas entre los años 1974 y 1982, a cargo de la arqueóloga María Ángeles Mezquíriz. Se tiene la certeza de que lo descubierto es sólo una parte de la ciudad. Por los vestigios cerámicos y monetarios hallados se conoce la existencia de un sustrato prerromano.

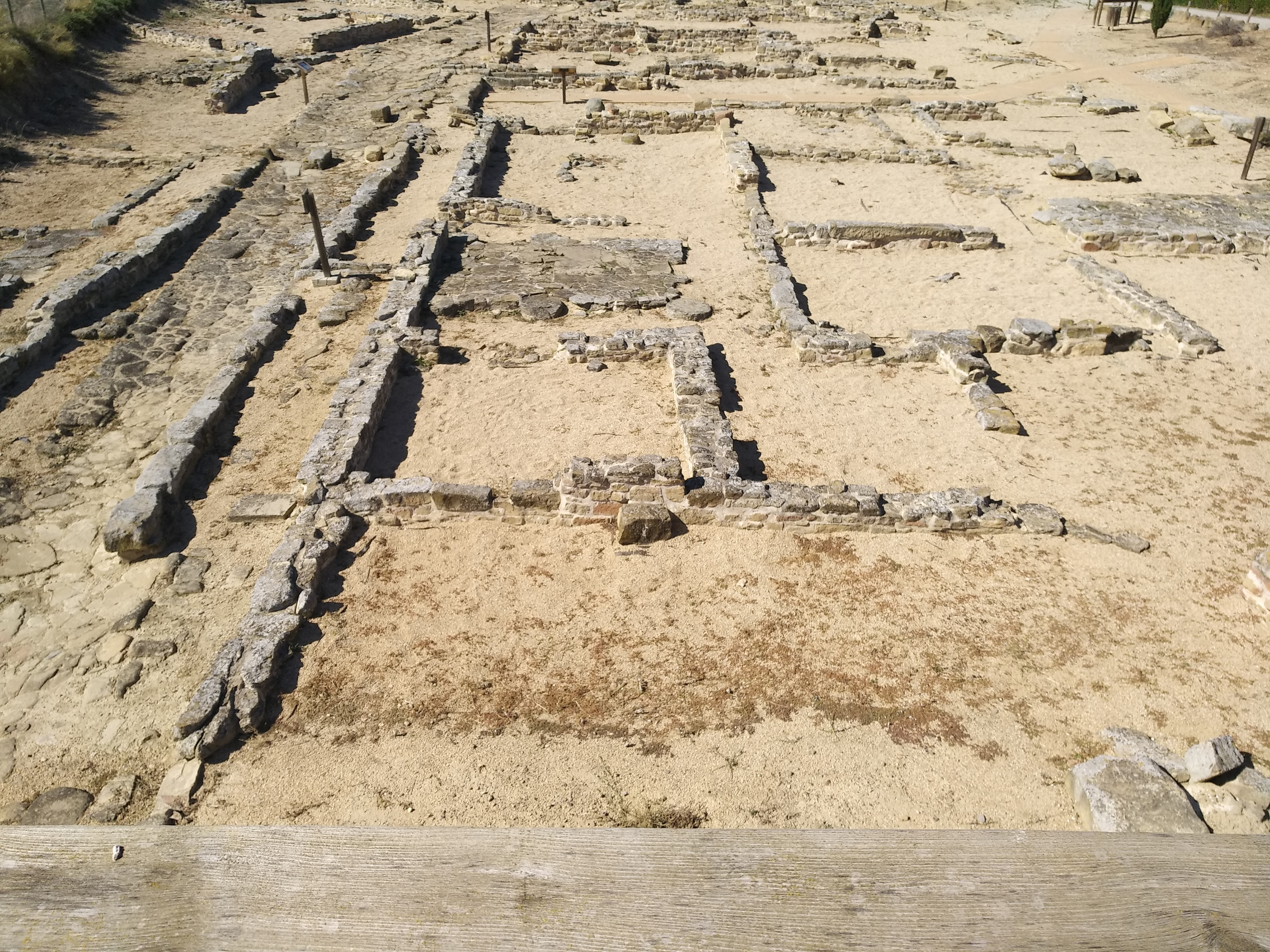
Vista de conjunto del yacimiento

## Galería de imágenes

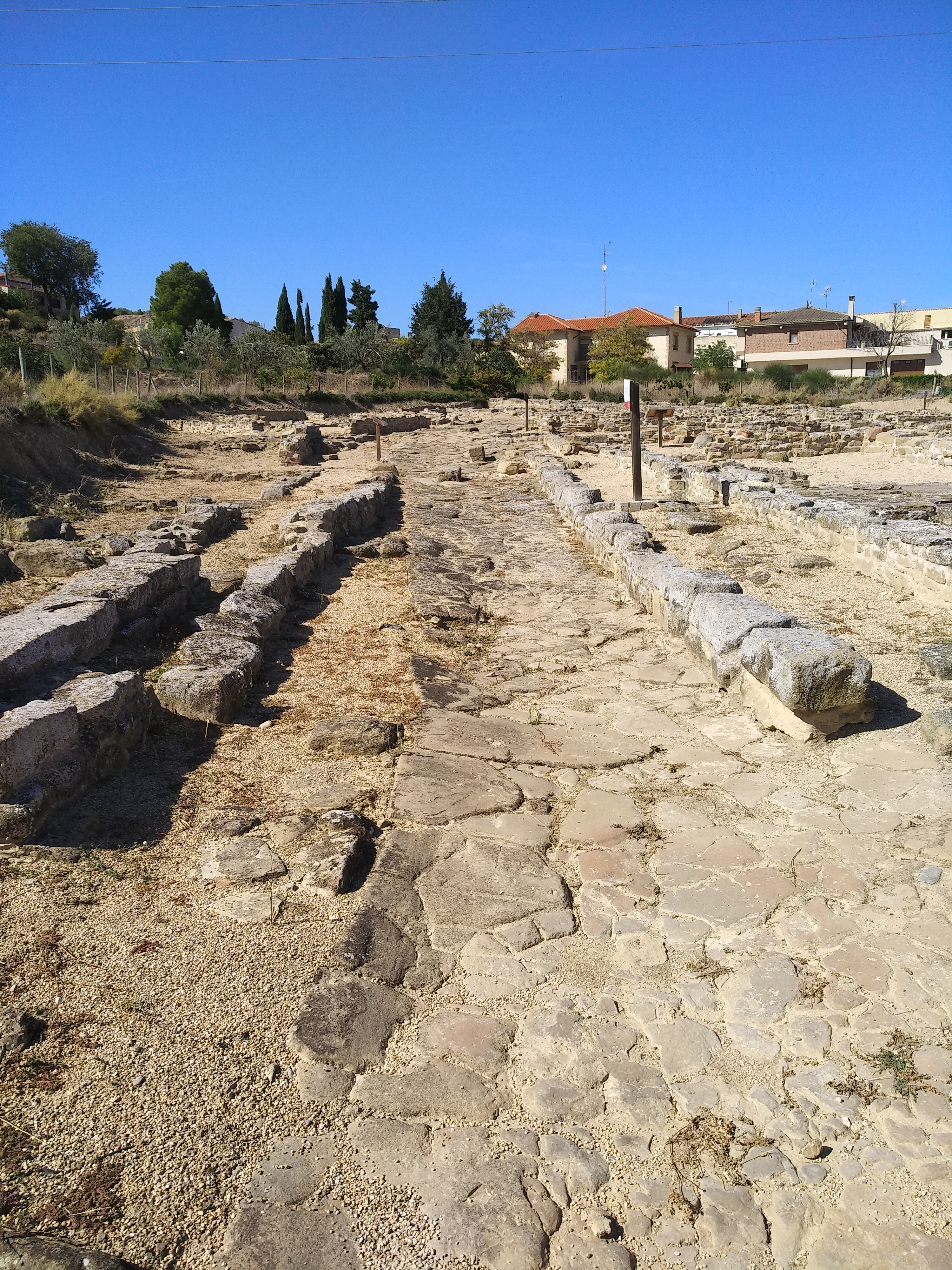
Calle conservada en buen estado que hace idea de su fábrica y uso.
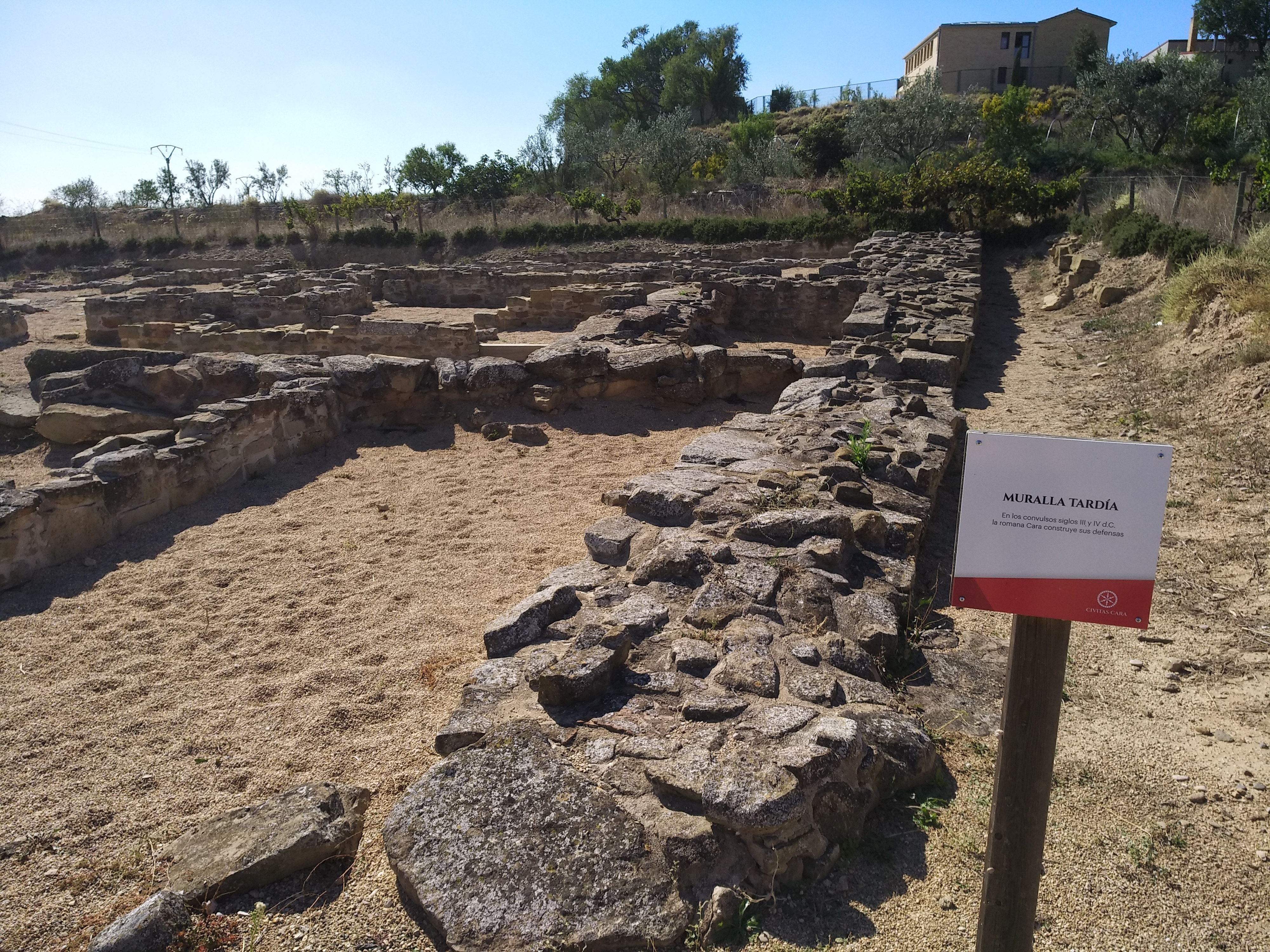
Muralla tardía.
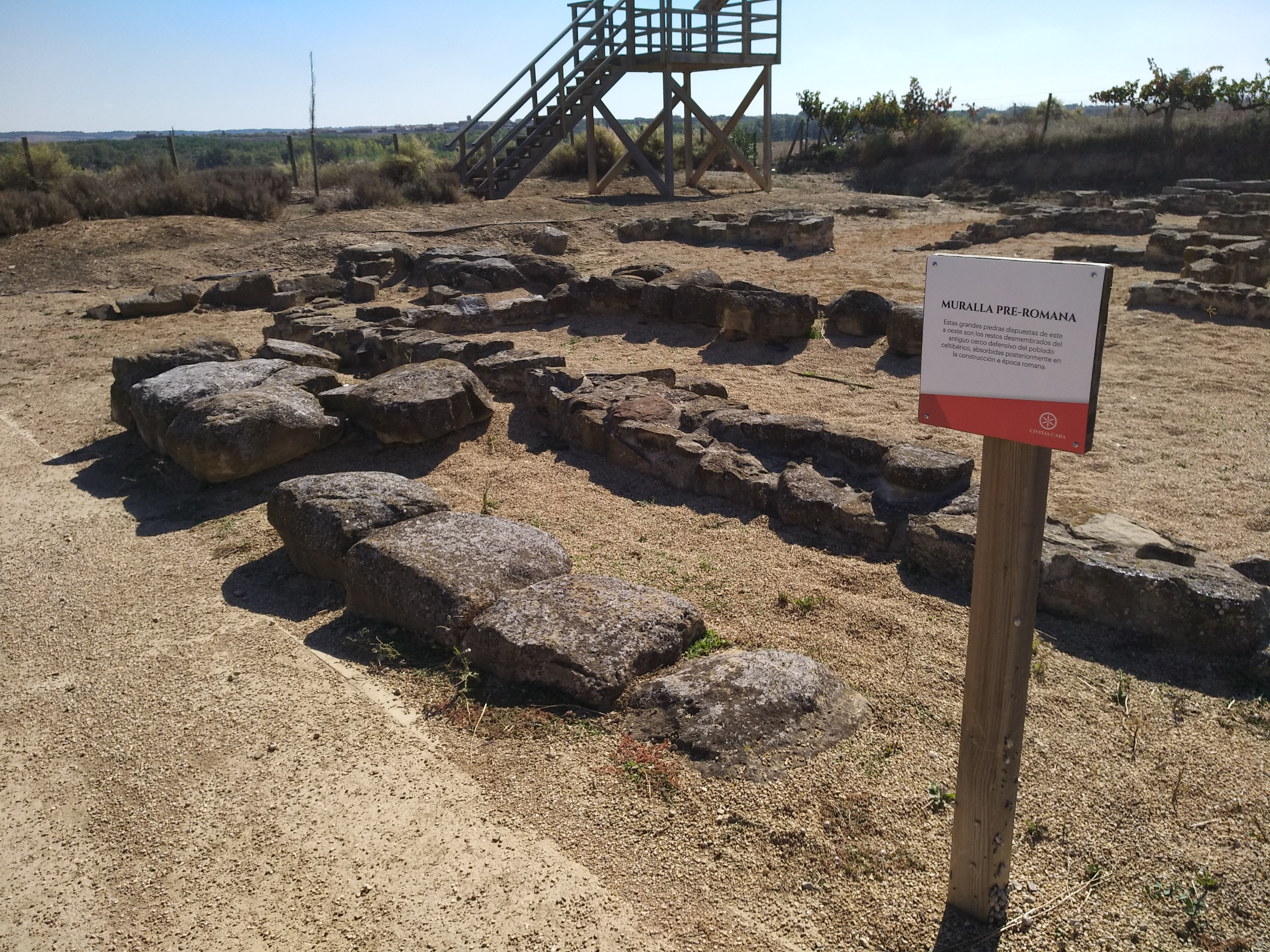
Muralla pre-romana.
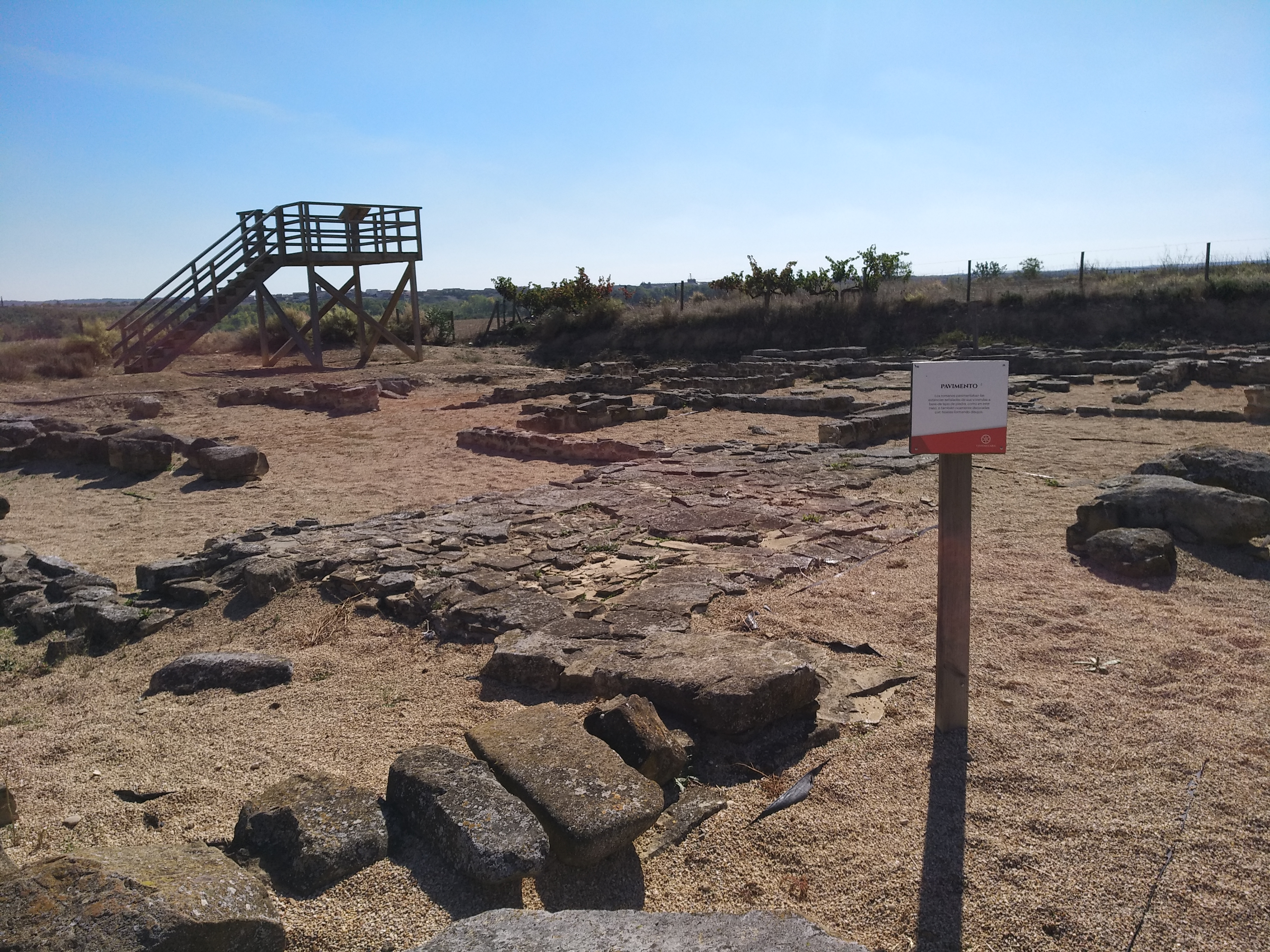
Muestra de pavimento.
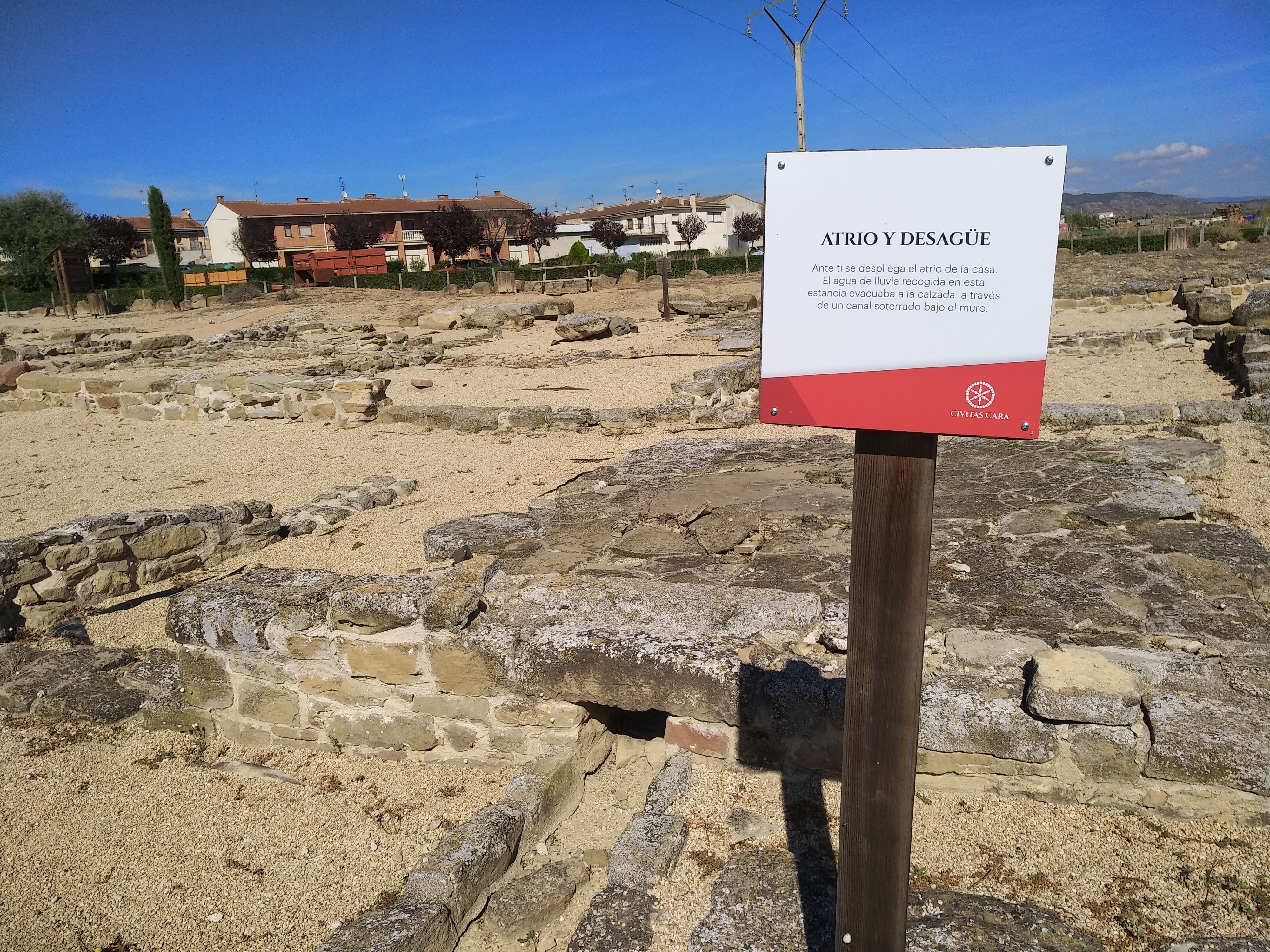
Atrio y desagüe.
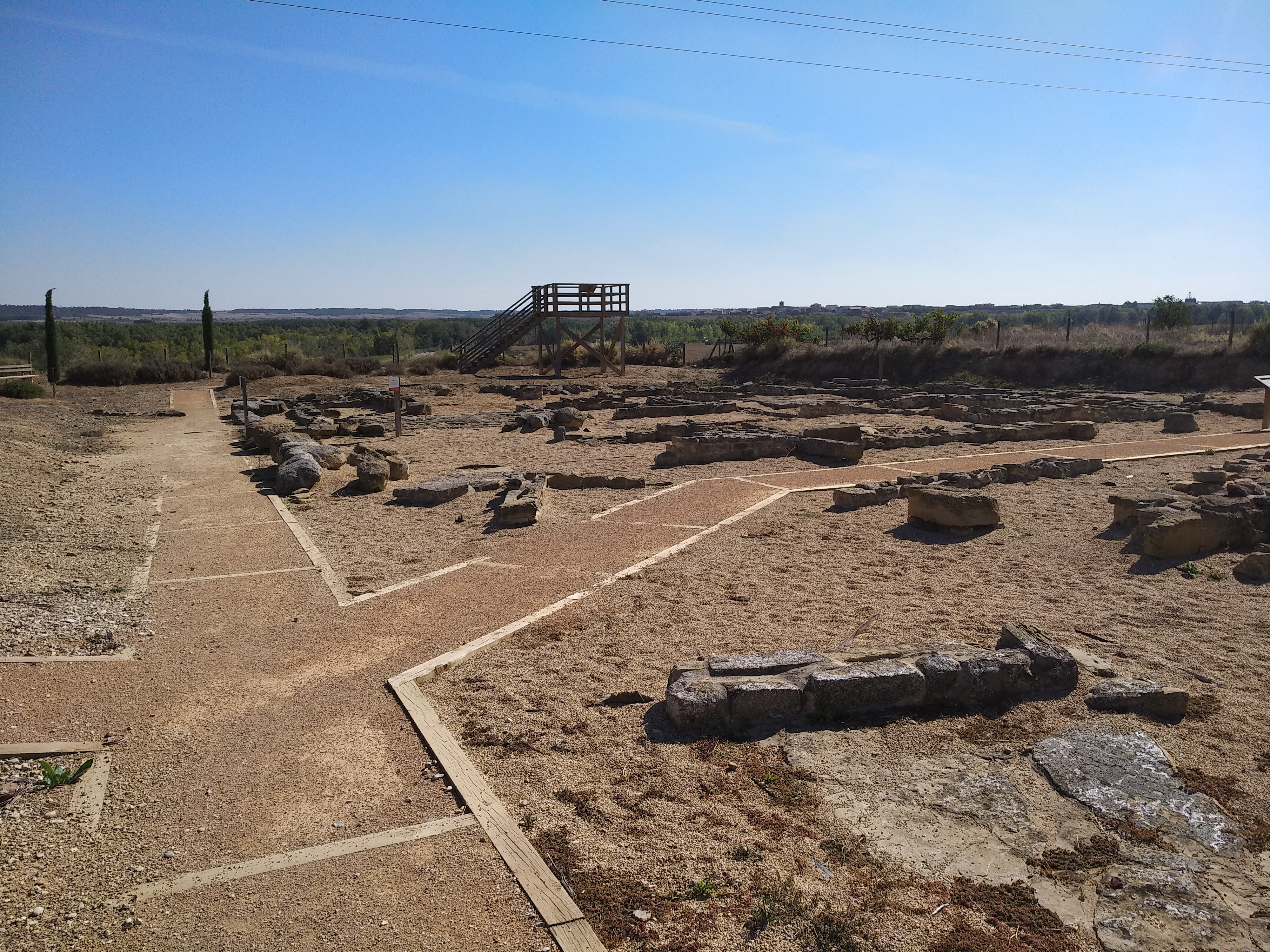
Vista de conjunto desde el acceso.